# British Doctors Study
O British Doctors Study (em português, "Estudo Médico Britânico") é o nome genericamente aceito para um estudo prospectivo de coorte que foi publicado de 1951 a 2001 e que, em 1956, apresentou provas estatísticas convincentes de que o tabagismo aumenta o risco de câncer de pulmão.